# Ілемка
Іле́мка (пол. Ilemka) — річка в Україні, в межах Рожнятівського району Івано-Франківської області. Ліва притока річки Чечва (басейн Дністра).

## Опис
Довжина 21 км, площа водозбору 90,5 км². Ширина річища — до 10 м, середня глибина від 0,1 до 1 м. Долина ерозійна з обривистими берегами заввишки до 10 м. Річище кам'янисте. Береги та дно складені скельними ґрунтами, порослі лісом. Має велику кількість порогів (перекатів) і водоспадів, найвідоміші з них — Ілемнянський та Гуркало Ілемське. У річці є риба (верховодка звичайна, мересниця річкова тощо).

## Розташування
Ілемка бере початок на північно-східних схилах хребта Аршиця (масив Ґорґани), на висоті приблизно 600 м над р. м. Тече спершу на північ, далі — на північний схід, у пригирловій частині — на схід. Впадає до Чечви біля північної околиці села Луги.
Притоки: Лісна, Погорічка, Мацюла (ліві).
Над річкою розташоване село Ілемня.